# Potenziale evento-correlato
Un potenziale correlato ad un evento (sigla ERP dall'inglese event-related potential) è una risposta cerebrale misurabile, che si forma direttamente come risultato di un pensiero oppure di una percezione. In una definizione più formale, è qualsiasi risposta elettrofisiologica a uno stimolo interno oppure esterno. 

Un'onda che mostra diversi componenti dell'ERP, che includono la N100 e la P300

Gli ERP vengono misurati con l'elettroencefalografia (EEG). Potenziali equivalenti si registrano nella magnetoencefalografia (MEG) dove la controparte degli ERP è la campo evento-correlato ERF (event-related field).

## Misura degli ERP
Gli ERP possono essere misurati in modo affidabile, utilizzando l'elettroencefalografia (EEG), una procedura che misura e registra le differenze di potenziale elettrico istantanee tra due aree del cervello, più tipicamente attraverso il posizionamento degli elettrodi sullo scalpo (fatto che implica l'attenuazione dei segnali dovuta alla calotta cranica e al liquor CFR). Dal momento che l'EEG riflette la sommatoria di migliaia di processi cerebrali concomitanti, la risposta cerebrale transiente ad un singolo stimolo o evento di interesse non è normalmente visibile nella registrazione EEG di una singola prova di stimolo; per potere vedere la risposta cerebrale allo stimolo, lo sperimentatore deve ripetere molteplici stimolazioni (100 o anche molte di più) e realizzare grazie alla stessa macchina una media dei segnali in seguito all'applicazione di uno stesso tempo di stimolo e della stessa finestra temporale di analisi (averaging) che sommando informaticamente tutte le onde risultanti da questa stimolazione, fa che l'attività cerebrale casuale "random" (che può deformare l'onda cercata verso il basso, verso l'alto oppure stravolgerla totalmente) venga cancellata in seguito all'esecuzione della media di più risposte, e lascia come risultato un'onda ERP rilevante, che può essere riprodotta dallo stesso o da diversi laboratori nello stesso paziente, e che più spesso ha delle caratteristiche di latenza, ampiezza e forma, che possono essere definite come normali oppure lievemente alterate o ritardate.
Mentre i potenziali evocati riflettono l'elaborazione dello stimolo fisico da parte di alcune strutture anatomiche ben conosciute, i potenziali evento-correlati sono causati da processi "superiori", che potrebbero coinvolgere la memoria, l'aspettativa, l'attenzione, oppure cambi nello stato mentale, tra le varie possibilità.

## Denominazione degli ERP
Anche se ci si riferisce ad alcune componenti dell'ERP con acronimi (ad.es., early left anterior negativity - ELAN), molte componenti sono denominate con una lettera che indica la polarità ( P positiva, N negativa), seguita dalla latenza tipica di quel potenziale espressa in millisecondi. Così la componente dell'ERP N400 viene descritta come una deflessione negativa del voltaggio che avviene circa 400 ms dopo il cosiddetto stimolo "onset", mentre la componente P600 descrive una deflessione positiva del voltaggio circa 600ms dopo l'onset dello stimolo. Le latenze stabilite per le componenti dell'ERP sono spesso molto variabili; ad esempio, la componente N400 può mostrare una latenza tra 300ms e 500ms.

## ERP utilizzati in clinica

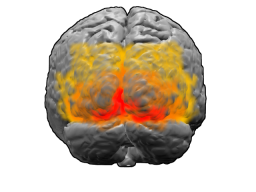
Lobo occipitale. In rosso l'area visiva primaria (area 17), in arancio l'area visiva secondaria (area 18), in giallo l'area visiva terziaria (area 19).

I medici e i neurologi spesso si serviranno di uno schermo (di computer o televisivo) che presenta stimoli visivi a scacchiera, per esplorare qualsiasi danno o nelle via visiva neurologica (retina → chiasma ottico → corpo genicolato laterale → corteccia visiva primaria). In individui sani, lo stimolo a scacchi alternanti indurrà una forte risposta a livello del corpo genicolato laterale (N75), della corteccia visiva primaria (potenziale P100, rilevabile attorno o sull'area 17 del lobo occipitale), ed in seguito la diffusione (con ulteriore elaborazione del segnale, sotto forma di N145) nelle aree 18 e 19, che circondano l'area primaria.

## ERP attualmente oggetto di ricerca
Psicologi sperimentali e neuroscienziati hanno scoperto molti stimoli differenti che suscitano ERP affidabili e riproducibili nei partecipanti a queste ricerche. Si pensa che la misura della latenza fornisca una misura della velocità delle comunicazioni nel cervello o dei tempi di elaborazione corticale dell'informazione. Ad esempio, nel paradigma visivo della scacchiera, negli individui sani la prima risposta della corteccia visiva si verifica attorno ai 50-70 msec. Questo indicherebbe il tempo necessario allo stimolo visivo trasdotto per raggiungere la corteccia dopo che la luce entra nell'occhio. Alternativamente, la risposta P300 avviene a circa 300 millisecondi, a prescindere dalla natura dello stimolo presentato: visivo, tattile, auditivo, olfattivo, gustativo, ecc. A causa di questa invarianza generale riguardo al tipo di stimolo, questo ERP viene correntemente interpretato come la spia di una risposta cognitiva superiore a stimoli inaspettati e/o stimoli salienti dal punto di vista cognitivo.
A causa della consistenza e della riproducibilità della risposta P300 agli stimoli nuovi, può essere costruita una interfaccia cervello-computer che si affida ad essa. Sistemando molti segnali in una griglia, facendo brillare in maniera casuale (random) le file della griglia come nel paradigma previamente presentato, e osservando le risposte P300 di un soggetto che osserva la griglia, il soggetto può giungere a comunicare su che stimolo si sta focalizzando, permettendo in questo modo di "digitare mentalmente" le parole, anche se molto lentamente.
Altri ERP sono usati frequentemente nella ricerca, specialmente quella in neurolinguistica, includendo l'ELAN, la N400, e la P600/SPS.